# بتا-یوریدو ایزوبوتیریک اسید
بتا-یوریدو ایزوبوتیریک اسید (به انگلیسی: Beta-Ureidoisobutyric acid) با فرمول شیمیایی C5H10N2O3 یک ترکیب شیمیایی با شناسه پاب‌کم 6511 است. که جرم مولی آن ۱۴۶٫۱۴ گرم بر مول می‌باشد. 